# Modest Ilich Chaikovski
Modest Ilich Chaikovski (en ruso: Модест Ильич Чайковский; Alapáyevsk 1 de mayojul./ 13 de mayo de 1850greg. – Moscú, 2 de enerojul./ 15 de enero de 1916greg.) fue un dramaturgo, libretista de ópera y traductor ruso.

## Biografía
Modest era hermano gemelo de Anatoli y hermano menor del compositor Piotr Ilich Chaikovski. Se graduó en la Escuela Imperial de Jurisprudencia con una licenciatura en Derecho. En 1876, Modest fue el tutor de un chico sordomudo llamado Nikolái (‘Kolia’) Guérmanovich Konradi (1868-1922) y, usando un método de enseñanza especial, le ayudó a hablar, escribir y leer.
Modest decidió dedicar toda su vida a la literatura y a la música. Escribió obras para teatro, tradujo sonetos de Shakespeare al ruso y escribió libretos para las óperas de su hermano, así como para otros compositores como Eduard Nápravník, Arseni Koreschenko, Antón Arenski y Serguéi Rajmáninov. Fue el amigo más cercano de su hermano, su primer biógrafo y el fundador de un museo dedicado al compositor llamado Museo Chaikovski en Klin.
Como su hermano Piotr, él también era homosexual.

## Obras
- Predrassudki  (Предрассудки –  Prejuicios)
- Simfóniya (Симфония – Sinfonía)
- Den’ v Peterburge (День в Петербурге – Día en San Petersburgo)

## Libretos de ópera
- La dama de picas  (Пиковая дама - Píkovaya dama), música de Piotr Ilich Chaikovski, Op. 68, 1890 (estreno: 19 de diciembre de 1890, San Petersburgo).

- Iolanta (Иоланта – Iolanthe), basado en la obra danesa Kong Renés Datte La hija del Rey René de Henrik Hertz. La obra fue traducida por Fiódor Miller y adaptada por Vladímir Rafaílovich Zótov, música de Piotr Ilich Chaikovski, Op. 69, 1891 (estreno: 1892, Teatro Mariinski, San Petersburgo).

- Dubrovski (Дубровский), música de Eduard Nápravník, (estreno: 15 de enero de 1895, en el Teatro Mariinski, San Petersburgo.

- Ledyanóy dom (Ледяной дом), música de Arseni Koreschenko,  (estreno: 20 de noviembre de 1900, Moscú).

- Nal’ i Damayanti (Наль и Дамаянти), tras el epos Majabhárata, música de Antón Arenski, (estreno: 22 de enero de 1904, Moscú).

- Francesca da Rimini (Франческа да Римини) a partir de la historia de la heroína  Francesca da Rimini del quinto canto del poema épico de Dante The Inferno (la primera parte de la Divina Comedia), música de Serguéi Rajmáninov, Op. 25 (compuesta en 1904, estreno: 24 de enero de 1906, Teatro Bolshói, Moscú).